# Frederick Copleston
Frederick Charles Copleston SJ (ur. 10 kwietnia 1907 w Taunton, zm. 3 lutego 1994 w Londynie) – jezuita, historyk filozofii.

## Życiorys
Copleston przyjął katolicyzm, będąc uczniem Marlborough College. Jest autorem jedenastotomowej Historii filozofii, obejmującej okres od starożytności do XX w. Znany jest m.in. z publicznej debaty z Bertrandem Russellem na temat istnienia Boga, jaka odbyła się w BBC w roku 1948 i podobnej debaty z filozofem analitycznym Alfredem Ayerem na temat pozytywizmu logicznego.